# 烏茲利斯西亞 (杜布羅維察區)
51°31′8″N 26°40′15″E / 51.51889°N 26.67083°E
烏茲利斯西亞（烏克蘭語：Узлісся），是烏克蘭西北部的村莊，隸屬里夫內州的薩爾內區。該村始建於1926年，面積0.79平方公里，海拔高度142米，2001年人口334，人口密度每平方公里442.8人。